# Papaver somniferum
Papaver somniferum (L., 1753), comunemente noto come papavero da oppio, è una pianta appartenente alla famiglia delle Papaveraceae.
Il nome scientifico ne sottolinea le proprietà psicolettiche dovute all'azione di vari alcaloidi, principalmente la morfina, presenti nell'oppio grezzo, una sostanza lattiginosa secreta dalla tipica capsula seminifera che caratterizza il genere Papaver.

## Descrizione
Pianta a ciclo annuale, con radice a fittone e fusto eretto, poco ramificato, di altezza generalmente non superiore ai 150 cm.

### Foglie
Le foglie sono alterne, di grandi dimensioni, semplici e oblunghe, con margine sinuato-dentato e prive di stipole; le basali presentano un corto picciolo, le superiori sono invece sessili.

### Fiore
I fiori sono attinomorfi, ermafroditi e terminali, con lungo peduncolo e un diametro che può raggiungere i 10 cm. Il calice è composto da due sepali caduchi che seccano con la formazione della corolla; quest'ultima è formata da quattro grandi petali, pieghettati nel bocciolo, di colore bianco, roseo, rosso o violaceo e con macchie scure alla base. L'androceo è rappresentato da numerosi stami circondanti un gineceo che risulta composto da un ovario subgloboso poli-carpellare e uniloculare, suddiviso in setti incompleti e contenente numerosi ovuli; gli stimmi sessili si presentano saldati a formare un disco appiattito sopra l'ovario. La fioritura avviene in giugno-agosto e l'impollinazione è entomogama, ossia mediante insetti pronubi attratti dai colori e dal nettare prodotto da apposite ghiandole, i nettarii, presenti nei petali.

### Frutto
Il frutto è un treto, ovvero una grande capsula deiscente per mezzo di pori situati fra i lobi dello stimma, il quale persiste anche dopo la maturazione. I semi sono biancastri e reniformi, con superficie reticolata-alveolata, embrione piccolo e ricco di endosperma. I semi cadono solo in seguito a forti scosse di vento perché i pori sono posti nella parte superiore della capsula che non si piega a maturazione.

## Distribuzione e habitat
Contrariamente a quanto si pensa, il Papaver somniferum non s'incontra soltanto nelle montagne asiatiche: è abbastanza comune anche in Europa di cui, oltre che del Nordafrica, è originario, dove trova gli stessi terreni calcarei.
Il Papaver somniferum fu importato in Austria in seguito all'occupazione militare dell'Impero ottomano; con l'estensione successiva dell'Impero austro-ungarico nel Nord Italia, il papavero fu introdotto per usi decorativi e alimentari (semi tostati su pane e torte dolci). I semi di P. somniferum sono difatti molto più grandi di quelli del papavero comune.
Nel Wienerwald (Austria) i semi di Papaver tostati sono usati per produrre un olio commestibile molto pregiato.
In Italia si trova allo stato spontaneo in tutte le zone costiere, collinari e di bassa montagna (fino a 1 200 m), spesso infestando le zone dove la terra viene mossa per lavori (i semi possono aspettare in quiescenza per diversi decenni le condizioni ideali alla germinazione). Era molto usato nella medicina popolare per curare tosse, diarrea e dolori vari. Un uso molto comune, soprattutto nell'Italia meridionale, era quello per lenire le coliche intestinali nei lattanti e per tenere calmi i bambini irrequieti quando i genitori lavoravano nelle campagne. Il nome comune nel Mezzogiorno per il P. somniferum è "papagna" o "papagno" o in Sicilia centrale "paparina" che è diventato sinonimo di "sonnolenza" e/o di "cazzotto"; anche "papagna" è diventato sinonimo di sberla forte per il grado di stordimento che produce il colpo, al pari della sonnolenza indotta dal questo tipo di papavero.
La varietà spontanea in Italia ha fiori per lo più viola con una macchia più scura alla base, ma può essere anche rosso o bianco. Le capsule, a maturità, si aprono sotto la corona per lasciare cadere i semi al vento, contrariamente ad alcune varietà commerciali, ornamentali o per la produzione di semi, che rimangono chiuse trattenendo i semi anche quando la capsula è secca, facendola somigliare a un sonaglio che produce un caratteristico rumore quando agitato. Il P. somniferum è considerato una pianta di natura infestante per la sua ottima capacità di diffondersi molto facilmente ed è noto per la sua resistenza negli ambienti più ostili.

## Usi
Del Papaver somniferum si usano:

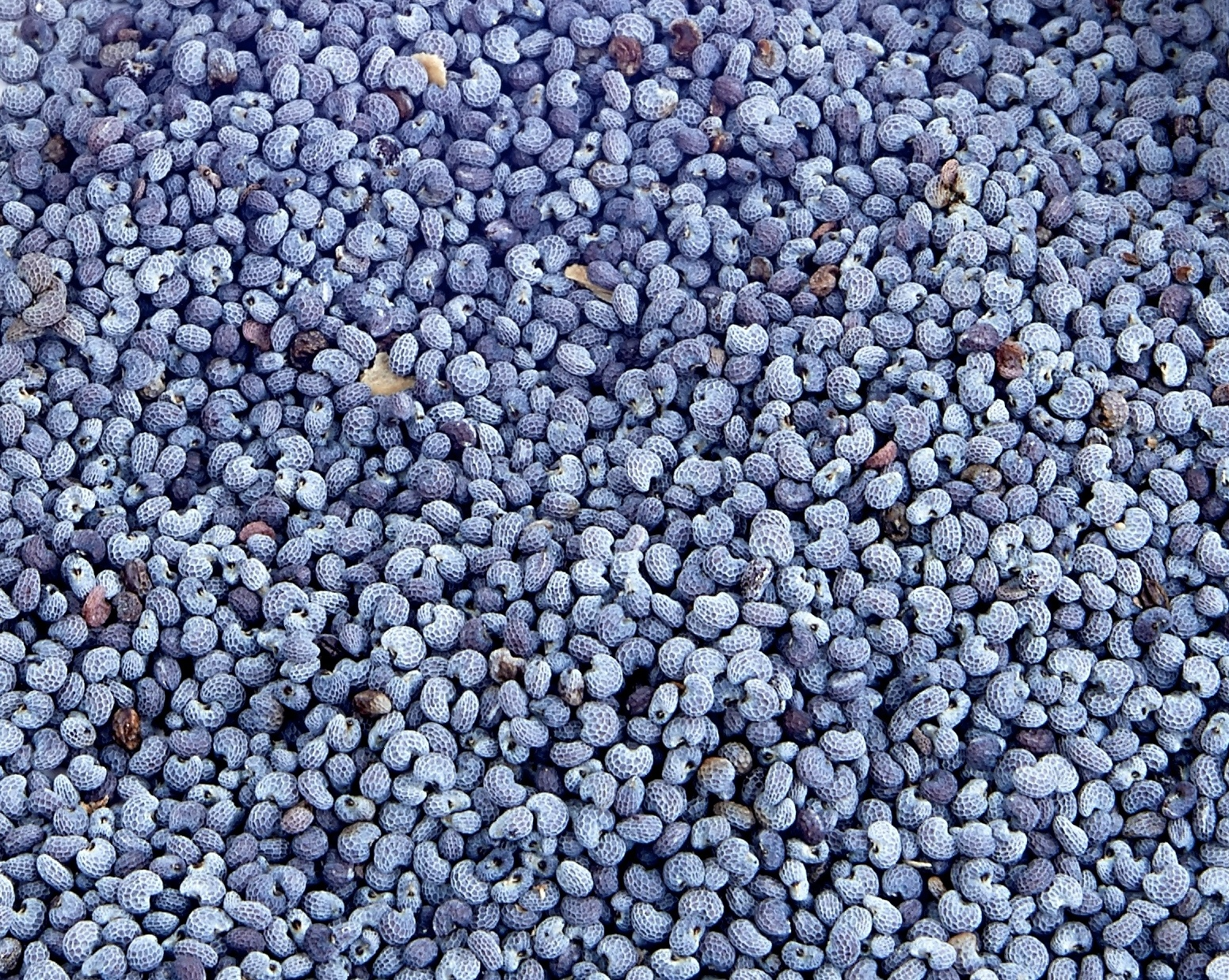
Semi di papavero

- I semi tostati come alimento: spezie (su pane e torte dolci) e olio;
- Il lattice uscente del pericarpo immaturo inciso (oppio) come materia prima di farmaci e stupefacenti, in particolare la morfina.

L'oppio contiene circa 25 alcaloidi; i più importanti sono morfina, codeina, papaverina, noscapina e tebaina.
La capsula, tonda e grossa, contiene numerosi semi. Anch'essi possono presentare alcaloidi come morfina, papaverina, codeina, ecc. Questi sono spesso utilizzati in cucina, in particolare nei paesi dell'Europa dell'Est, per aromatizzare i pani e le pasticcerie o per la produzione di oli alimentari e industriali (colori, saponi). I residui sono usati come mangime per animali.

## Coltivazione

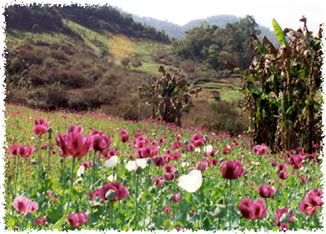
Piantagione di P. somniferum in Birmania

In diversi paesi europei (come in Italia) la coltivazione estensiva a scopo commerciale del P. somniferum è soggetta ad autorizzazione. Sono comunque reperibili in Europa cultivar selezionate appositamente per la grandezza e i colori del fiore, a scopo di giardinaggio.
La coltivazione a scopo commerciale avviene soprattutto in Spagna, Francia, Australia e Turchia per quanto riguarda l'industria farmaceutica, mentre in Asia e Centroamerica per la produzione di oppiacei di contrabbando (principalmente eroina). Il primo produttore mondiale d'oppio destinato al mercato illegale è l'Afghanistan, seguito dai paesi del Sud-est asiatico (Birmania, Laos, Cambogia, Sri Lanka) e dal Messico.
Il blocco praticato al regime teocratico dei talebani produsse una riduzione della produzione ed esportazione, portandola ai minimi storici. La riapertura dei flussi commerciali da parte dell'Alleanza del Nord, alleati degli Stati Uniti, in seguito all'invasione statunitense dell'Afghanistan del 2001, ha permesso a questo paese di ridiventare il primo produttore mondiale.
Secondo il World Drug Report dell'Agenzia delle Nazioni Unite per il controllo della droga e del crimine, l'Afghanistan nel 2007 ha prodotto il 93% dell'oppio non farmaceutico mondiale. La coltura del papavero è infatti uno dei pochi investimenti proficui per i contadini delle regioni povere e arretrate. La superficie coltivata è stata pari a ben 104 000 ettari nel 2005 e 165 000 ettari nel 2006.
Anche se oggi molti degli alcaloidi usati in medicina possono essere sintetizzati industrialmente (oppioidi), gran parte di essi viene ancora ricavata dal papavero, perché il processo di estrazione risulta più economico.
In Italia la coltivazione estensiva del P. somniferum è regolamentata e soggetta ad autorizzazione governativa, e utilizzata specialmente per la produzione della morfina e di oppiacei per uso medico.
In ambiti culturali tradizionali, soprattutto legati al passato Impero austro-ungarico la coltivazione del papavero per usi di giardinaggio o alimentare è piuttosto comune nel Nordest italiano (Trentino, Alto Adige, e parte settentrionale del Bellunese). In territorio nazionale è possibile trovarli sporadicamente allo stato selvatico o naturalizzato, soprattutto nelle regioni del Nord, anche se poco diffuso rispetto al Papaver rhoeas e altre specie di Papaver. In passato decotti e infusi di P. somniferum (foglie, petali, a basso contenuto di alcaloidi oppiacei; a volte le capsule vere e proprie, o meglio le teste cioè i frutti maturi o immaturi, la parte che viene incisa per la produzione dell'oppio), sotto il nome di "papagna", erano utilizzati nel Sud Italia come antidolorifici naturali.
È considerata una pianta infestante per via della sua capacità di riprodursi facilmente, prediligendo i terreni calcarei.